# Jochen Kühl
Jochen Kühl (* 1943 in Magdeburg) ist ein deutscher Basketballfunktionär sowie ehemaliger -spieler und -trainer. Er ist Träger des Bundesverdienstkreuzes.

## Leben
Kühl war Jugend-Basketballnationalspieler der DDR. Mit 18 Jahren floh er 14 Tage vor dem Mauerbau in den Westen. Er wohnte dann zunächst in Braunschweig bei Verwandten, ehe er in Göttingen, Freiburg im Breisgau und Hamburg Jura studierte.
In den frühen 1970er Jahren zog Kühl ins Rhein-Main-Gebiet. Er war Justitiar beim Deutschen Sportbund und von 1984 bis 1992 auch Geschäftsführer dieses Verbandes.
Im hessischen Langen bei Frankfurt leitete er von 1973 bis 1975 und von 1977 bis 2008 die Basketballabteilung des TV Langen, wo er auch als Jugendtrainer tätig war. Von ihm betreute Jugendmannschaften stießen teils bundesweit in die Spitze vor: 1977 gewann er mit der A-Jugendmannschaft des Vereins die deutsche Meisterschaft. In Langen gründete er das Basketball-Teilzeit-Internat, welches einige bedeutende Basketballer hervorbrachte. So wurden im BTI Langen die Nationalspieler Johannes Herber, Denis Wucherer, Robin Benzing, Pascal Roller, Tim Nees, Philipp Neumann, Patrick Heckmann, Malik Müller, Svenja Greunke, Stephanie Wagner, Pia Dietrich und Nelli Dietrich ausgebildet. 1984 war Kühl einer der Organisatoren einer Europareise der NBA-Mannschaft Seattle SuperSonics, die unter anderem ein Freundschaftsspiel in Langen bestritt. Von 1974 bis 1979 war Kühl Trainer von Langens Herrenmannschaft. In der Saison 1978/79 betreute er Langens Herrenmannschaft gemeinsam mit Rainer Tobien als Trainergespann in der 2. Bundesliga. Kühl war des Weiteren zwischen 1984 und 1992 Vorsitzender des Hessischen Basketball-Verbands sowie zwischen 2008 und 2014 bei dem Verband Vizepräsident für Leistungssportbelange.
Kühl ist Mitgründer des Sportmedizinischen Instituts Frankfurt, dessen Präsident er seit 1997 ist. Er ist ebenfalls Mitgründer des 2004 gegründeten Sportfördervereines in Langen. Er leitet die Bewegungsinitiative Langen in diesem Verein, die Kinder zur Bewegung ermuntern soll.
Kühl ist seit 2006 Mitglied der SPD-Fraktion der Stadtverordnetenversammlung von Langen und gehört der Sportkommission an. Er wurde am 6. Oktober 2010 in Wiesbaden mit dem Bundesverdienstkreuz am Bande ausgezeichnet. 2019 wurde ihm der Ehrenbrief des Landes Hessen für besonderes ehrenamtliches Engagement verliehen.